# Diocese de San Francisco
A Diocese de San Francisco (Latim:Dioecesis Franciscopolitanus) é uma diocese localizada na cidade de San Francisco, pertencente a Arquidiocese de Córdoba na Argentina. Foi fundada em 10 de abril de 1961 pelo Papa João XXIII. Com uma população católica de 230.560 habitantes, sendo 95,9% da população total, possui 30 paróquias com dados de 2017. 

## História
A Diocese de San Francisco foi criada a partir da Arquidiocese de Córdoba em 10 de abril de 1961. 

## Lista de bispos
A seguir uma lista de bispos desde a criação da diocese. 
|       | Nome                      | Período    | Notas                      |
| Bispo | Bispo                     | Bispo      | Bispo                      |
| ----- | ------------------------- | ---------- | -------------------------- |
| 5º    | Sergio Osvaldo Buenanueva | 2013–atual |                            |
| 4º    | Carlos José Tissera       | 2004–2011  | Nomeado Bispo de Quimes    |
| 3º    | Baldomero Carlos Martini  | 1988–2004  | Nomeado Bispo de San Justo |
| 2º    | Agustín Adolfo Herrera    | 1965–1988  |                            |
| 1º    | Pedro Reginaldo Lira      | 1961–1965  |                            |